# Вейверлі (Теннессі)
Вейверлі (англ. Waverly) — місто (англ. city) в США, в окрузі Гамфріс штату Теннессі. Населення — 4297 осіб (2020).

## Географія
Вейверлі розташоване за координатами 36°5′39″ пн. ш. 87°47′6″ зх. д. / 36.09417° пн. ш. 87.78500° зх. д. (36.094189, -87.785130).  За даними Бюро перепису населення США в 2010 році місто мало площу 22,71 км², уся площа — суходіл.

## Демографія
Згідно з переписом 2010 року, у місті мешкало 4105 осіб у 1685 домогосподарствах у складі 1078 родин. Густота населення становила 181 особа/км².  Було 1877 помешкань (83/км²).
Расовий склад населення:
| - 89,3 % — білих - 7,9 % — чорних або афроамериканців - 0,3 % — корінних американців - 0,3 % — азіатів |

До двох чи більше рас належало 1,4 %. Частка іспаномовних становила 2,2 % від усіх жителів.
За віковим діапазоном населення розподілялося таким чином: 21,9 % — особи молодші 18 років, 57,1 % — особи у віці 18—64 років, 21,0 % — особи у віці 65 років та старші. Медіана віку мешканця становила 41,8 року. На 100 осіб жіночої статі у місті припадало 86,5 чоловіків;  на 100 жінок у віці від 18 років та старших — 83,8 чоловіків також старших 18 років.
Середній дохід на одне домашнє господарство  становив 54 301 долар США (медіана — 42 674), а середній дохід на одну сім'ю — 65 040 доларів (медіана — 65 461). Медіана доходів становила 44 692 долари для чоловіків та 37 250 доларів для жінок. За межею бідності перебувало 12,3 % осіб, у тому числі 15,3 % дітей у віці до 18 років та 5,0 % осіб у віці 65 років та старших.
Цивільне працевлаштоване населення становило 1587 осіб. Основні галузі зайнятості: виробництво — 24,6 %, освіта, охорона здоров'я та соціальна допомога — 23,8 %, будівництво — 16,9 %.